# Teodorico IV de Holanda
Teodorico IV de Holanda, nacido probablemente hacia 1020 y asesinado en Dordrecht en 1049, fue conde de Holanda desde 1039 a 1049.  Era hijo de Teodorico III, conde de Holanda y de Otelindis  de Nordmark.
Continuó la política de su padre para incrementar su patrimonio y se encontró en conflicto con los obispos de Utrecht, así como con otros obispos y monasterio de los alrededores.
Pronto tuvo que sostener una guerra contra Balduino V, conde de Flandes. La causa de sus diferencias fue aparentemente los derechos que Balduino pretendía sobre una parte del Zuidbeveland, o el territorio de Zelanda al oeste del río Escalda, por lo que se lanzó en armas contra Teodorico.
Los anales de la época son en este punto muy deficientes. Se limitan a remarcar que el conde de Flandes venció a sus enemigos y retornó triunfante a sus dominios.
Esta derrota de las tropas de Teodorico llevó al obispo de Utrech a acudir de nuevo al emperador Enrique III el Negro en solicitud de ayuda. 
En 1046, el emperador acudió en persona para combatirle con una flota numerosa destruyendo Rijnsburg , Vlaardingen y el fuerte de Keenenburg. 
El conde de Holanda se vio despojado de gran parte de sus dominios y, considerándose demasiado débil para plantar cara a un enemigo tan potente, unió sus fuerzas a las del duque de Lorena,  quien acababa de sublevarse contra el emperador. Esta alianza fue muy ventajosa para Teodorico, pues el duque tomó Nimega, donde incendió el palacio imperial, mientras que el conde por su parte llevó los horrores de la guerra a las diócesis vecinas.
La vigorosa resistencia de Teodorico no sirvió más que para prolongar las hostilidades en los dos bandos. En 1047, el emperador equipó una nueva flota y cuando ésta se encontraba a la vista  de Vlaardingen, Teodorico, con algunos barcos ligeros, la atacó con tanto éxito que el emperador perdió la mayor parte de sus navíos y él mismo tuvo que refugiarse en Utrech.
Teodorico aprovechó esta victoria y dirigiéndose directamente a Dordrecht recuperó sin obstáculo la ciudad, así como sus otras posesiones que le habían antes arrebatado.
Un accidente desafortunado envolvió de nuevo  a Teodorico en la guerra. Habiendo sido invitado en 1048 a un torneo que tenía lugar en Lieja, tuvo la desgracia de herir al hermano del obispo de Colonia de un lanzazo, a consecuencia del cual aquel murió.
Los obispos de Lieja y Colonia, para vengarse, hicieron asaltar en el campo al mismo Teodorico y a todos los de su séquito. Dos hermanos naturales del conde perdieron allí la vida y él se salvó huyendo hacia Dordrecht. Una vez llegado a la ciudad planeó una venganza brillante. En primer lugar incendió todos los barcos mercantes de Colonia y Lieja que estaban atracados en el puerto y luego prohibió todo comercio con los súbditos de los dos obispos. Después, expulsó de la ciudad a todos los mercaderes de Lieja y de Colonia que se encontraban en ella, no permitiéndoles que se llevaran sus mercancías además de hacerles pagar una fuerte multa. 
Los dos obispos se aprestaron prontamente a una guerra abierta. Comprometieron en la disputa a los obispos de Utrech y de Metz, así como al marqués de Brandeburgo y aprovechando los hielos del crudo invierno se presentaron ante Dordrecht, que les fue entregada por la traición de algunos nobles.
Sin embargo, Teodorico reunió algunas tropas y sin ruido llegó ante la ciudad y la retomó con la misma astucia con la que se le había arrebatado, Gerardo Van Putten le abrió secretamente las puertas de la fortaleza. Reunió enseguida a su pequeño ejército y con él atacó con tanto furor y bravura a los traidores y al enemigo que se habían introducido en la ciudad que les forzó a abandonarla con los obispos y el marqués. 
Pero esta victoria le fue sin embargo funesta. Cuando al día siguiente se paseaba por las murallas, uno de los soldados del obispo de Colonia, desde un lugar en el que se había escondido, le lanzó una flecha envenenada que le hirió en un muslo falleciendo a los tres días siguientes.
La calle donde ocurrió este asesinato aún lleva en la actualidad el nombre de Graaven Sraat (calle del Conde). 
Teodorico III murió sin descendencia sucediéndole su hermano Florencio